# Myristica devogelii
Myristica devogelii är en tvåhjärtbladig växtart som beskrevs av W.J. de Wilde. Myristica devogelii ingår i släktet Myristica och familjen Myristicaceae. Inga underarter finns listade i Catalogue of Life.